# Municipio de Cropsey
El municipio de Cropsey (en inglés: Cropsey Township) es un municipio ubicado en el condado de McLean en el estado estadounidense de Illinois. En el año 2010 tenía una población de 222 habitantes y una densidad poblacional de 4,68 personas por km².

## Geografía
El municipio de Cropsey se encuentra ubicado en las coordenadas 40°35′42″N 88°31′1″O / 40.59500, -88.51694. Según la Oficina del Censo de los Estados Unidos, el municipio tiene una superficie total de 47.39 km², de la cual 47,39 km² corresponden a tierra firme y (0 %) 0 km² es agua.

## Demografía
Según el censo de 2010, había 222 personas residiendo en el municipio de Cropsey. La densidad de población era de 4,68 hab./km². De los 222 habitantes, el municipio de Cropsey estaba compuesto por el 94,59 % blancos, el 0,9 % eran afroamericanos, el 0,45 % eran amerindios, el 0,45 % eran asiáticos y el 3,6 % eran de una mezcla de razas. Del total de la población el 4,05 % eran hispanos o latinos de cualquier raza.